# Jean-Honoré Fragonard
Jean-Honoré Fragonard (French: ʒã onoʀe fʀaɡonɑʀ; 4 tháng 4 năm 1732, có tài liệu ghi là 5 tháng 4 năm 1732 - 22 tháng 8 năm 1806) là họa sĩ nổi tiếng người Pháp cuối giai đoạn Rococo. Những bức tranh đầy màu sắc của ông chủ yếu xoay quanh đề tài tình yêu lứa đôi, tình yêu cuộc sống và những hoạt động của con người.

## Cuộc đời

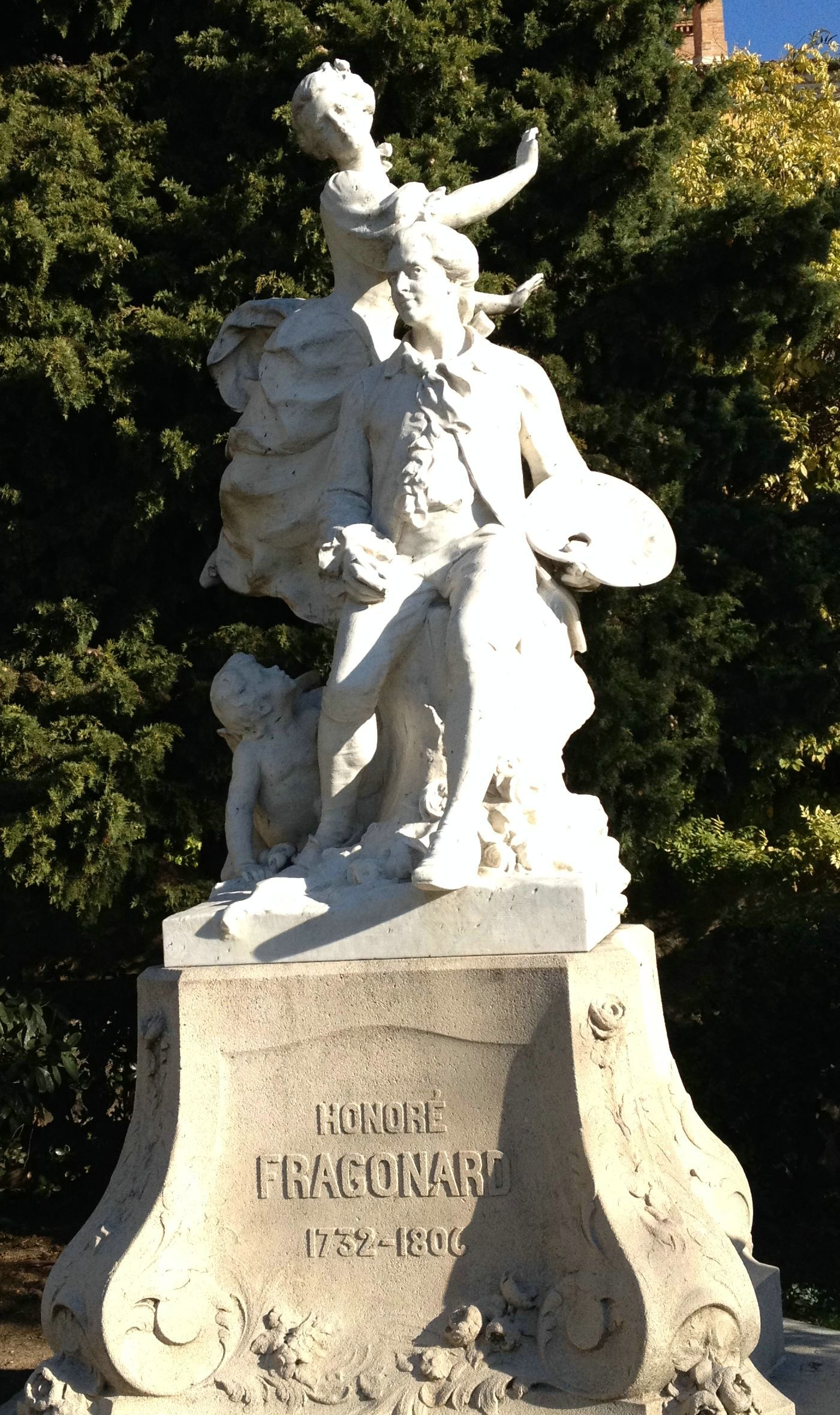
Tượng đài Fragonard tại quê hương Grasse của ông

Jean-Honoré Fragonard ra đời tại Grasse, miền Đông Nam nước Pháp, bấy giờ đang dưới sự trị vì của chế độ quân chủ Louis XV. Năm lên 6 tuổi, gia đình ông chuyển đến sống ở Paris. Fragonard đã bộc lộ năng khiếu hội họa từ sớm và đã được gửi đến học vẽ với các họa sĩ danh tiếng như Chardin (1699-1779) và Boucher (1703-1770).

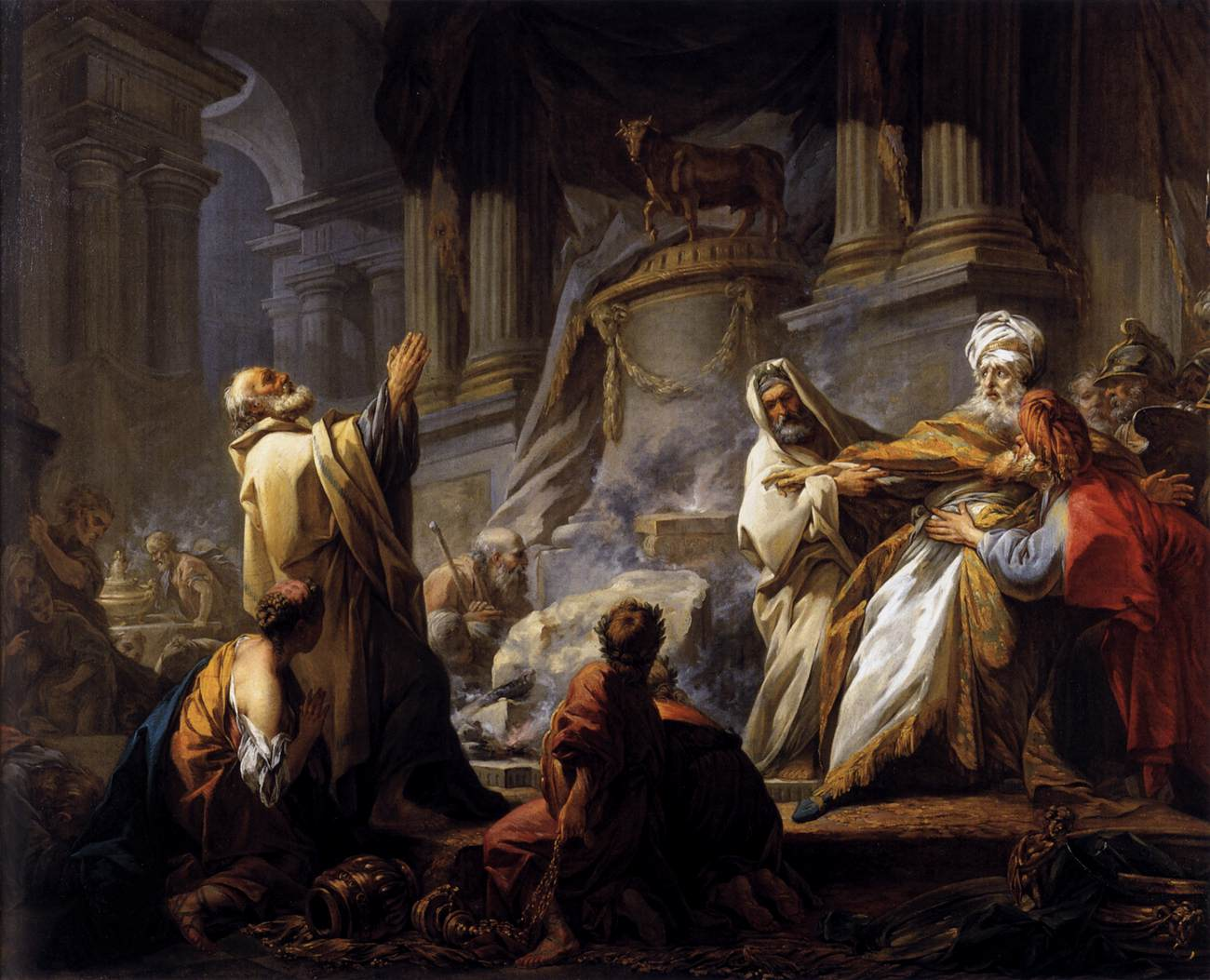
"Jeroboam dâng lễ hiến sinh cho thần Bê vàng", lấy chủ đề là một điển tích trong Kinh Thánh.

Chính Boucher đã giới thiệu Fragonard đến Giải thưởng La Mã. Mặc dù chưa bao giờ được đào tạo tại Học viện Pháp ở Rome (French Academy in Rome), nhưng Fragonard vẫn đạt được giải thưởng nhờ bức tranh "Jeroboam dâng lễ hiến sinh cho thần Bê vàng" của mình. Và để hoàn thiện nghề nghiệp, trau dồi thêm kĩ năng hội họa, ông đã quyết định đến Ý để theo học French Academy in Rome, trước khi đi, ông đã được học với họa sĩ Charles-André van Loo.
Đến Ý vào tháng 9 năm 1756, Fragonard đã học thêm vài năm và hoạt động nghệ thuật tại đó. Đến năm 1760, ông bắt đầu đi du lịch khắp nước Ý, gặp gỡ danh họa Italia Tiepolo tại Venice. Trong suốt chuyến đi, Fragonard thực hiện các bức phác họa phong cảnh ở những nơi ông đến, đó là nguồn cảm hứng cho những tác phẩm của ông về sau.
Sau khi đi Napoli năm 1761, Fragonard trở về Paris.

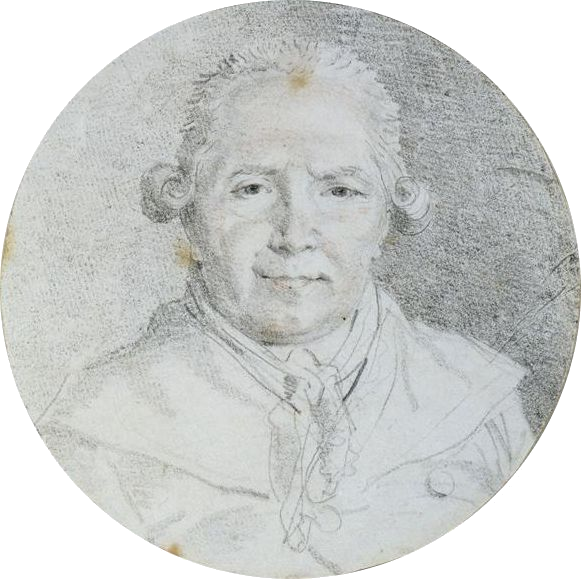
Chân dung tự họa của Fragonard

## Tác phẩm: Ông được biết đến với khoảng 70 tác phẩm thuộc phong cách Rococo. Một số tác phẩm tiêu biểu có thể kể đến:
"The seesaw" (1750)
"The Bathers" (1765)
"The swing" (1767)
"Blind Man’s Bluff" (1769 - 1770)
"The Confession of Love" (1771)
"A Young Girl Reading" (1776)
"The Stolen Kiss" (1788)
Các tác phẩm của ông phần nhiều đều là về tình yêu đôi lứa với nhiều cung bậc, mang đậm tính phóng túng của xã hội đương thời, nhưng cũng tràn đầy sức hấp dẫn bởi những đam mê tình yêu mang lại.

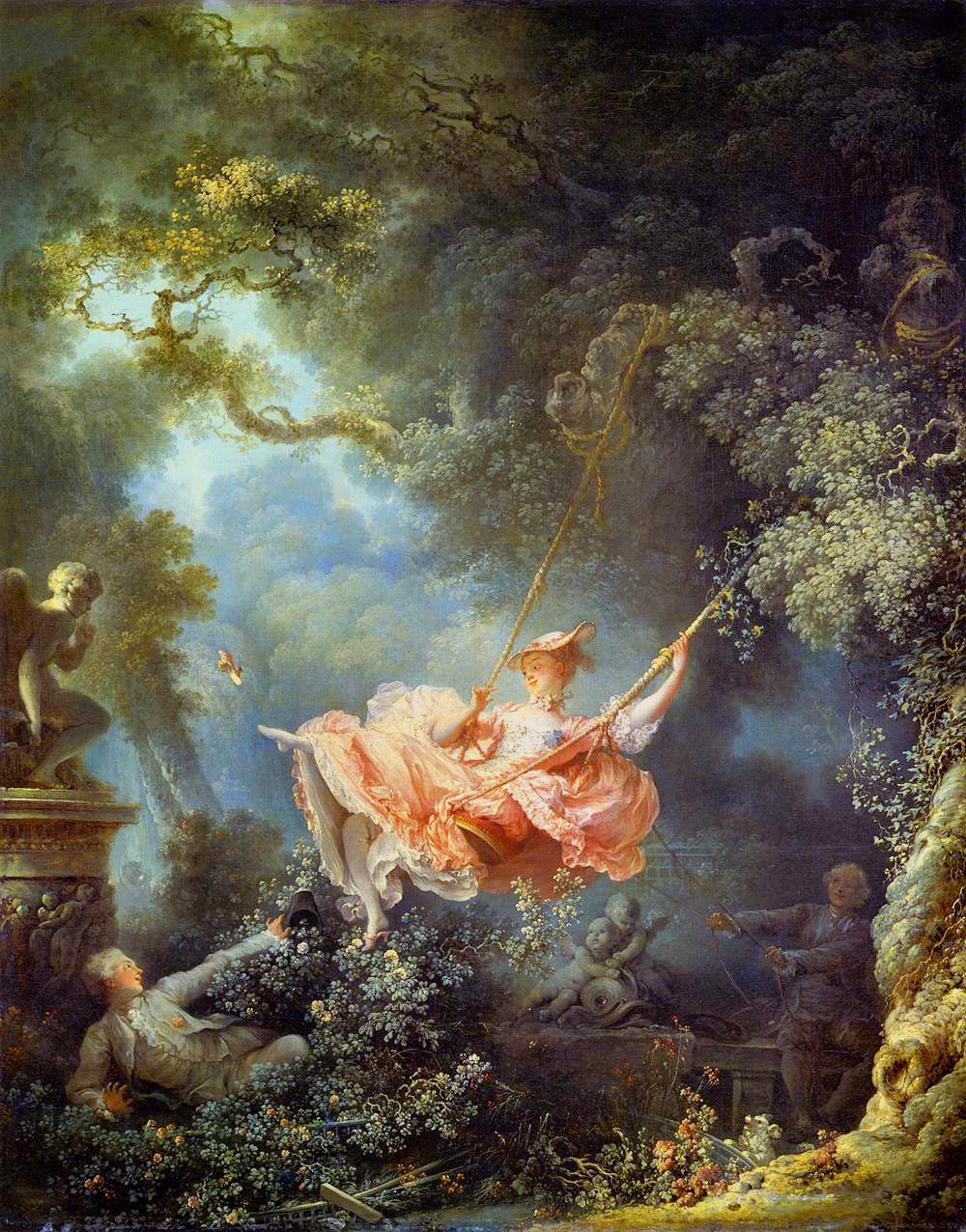
"The Swing", 1767, Bộ sưu tập Wallace, Luân Đôn